# Токоноев, Нурлан Ысыраджинович
Нурлан Ысыраджинович Токоноев (род. 13 марта 1969) — советский и киргизский самбист, мастер спорта СССР международного класса. В 1992 году на чемпионате мира в Минске Токоноев стал бронзовым призёром. Выступал в первой полусредней весовой категории (до 68 кг). Проживает в Бишкеке. Является президентом Федерации самбо Кыргызстана.